# Metre per segon al quadrat
El metre per segon al quadrat (símbol: m/s²) és una unitat derivada del Sistema Internacional d'Unitats per a mesurar l'acceleració d'un cos. Mesura l'increment de la velocitat (en metres per segon) aconseguit cada segon.
Per exemple, una acceleració de 10 m/s² significa que a cada segon que passa la velocitat del cos s'incrementa en 10 m/s. Per tant, si tenim un coet amb una acceleració de 10 m/s² que parteix del repòs (v = 0), al cap d'un segon tindrà una velocitat de 10 m/s, al cap de dos segons, una velocitat de 20 m/s, i quan hagin passat 10 segons tindrà una velocitat de 100 m/s.